# Скрябино (Вологодская область)
Скрябино — деревня в Вологодском районе Вологодской области.
Входит в состав Подлесного сельского поселения, с точки зрения административно-территориального деления — в Подлесный сельсовет.
Расстояние по автодороге до районного центра Вологды — 25 км, до центра муниципального образования Огарково — 12 км. Ближайшие населённые пункты — Селезенцево, Погорелка, Чекменево.
По переписи 2002 года население — 1 человек.